# Bistum Minna
Das Bistum Minna (lateinisch Dioecesis Minnaensis) ist eine in Nigeria gelegene römisch-katholische Diözese mit Sitz in Minna.

## Geschichte
Das Bistum Minna wurde am 9. November 1964 durch Papst Paul VI. aus Gebietsabtretungen des Erzbistums Kaduna als Apostolische Präfektur Minna errichtet. Die Apostolische Präfektur Minna wurde am 17. September 1973 durch Paul VI. zum Bistum erhoben. Am 6. November 1981 gab das Bistum Minna Teile seines Territoriums zur Gründung der Mission sui juris Abuja ab. Eine weitere Gebietsabtretung erfolgte am 15. Dezember 1995 zur Gründung der Apostolischen Präfektur Kontagora.
Das Bistum Minna ist dem Erzbistum Kaduna als Suffraganbistum unterstellt.

## Ordinarien

### Apostolische Präfekten von Minna
- Edmund Joseph Fitzgibbon SPS, 1964–1973

### Bischöfe von Minna
- Christopher Shaman Abba, 1973–1996, dann Bischof von Yola
- Martin Igwe Uzoukwu, seit 1996